# Anna Oxa
Anna Oxa (Bari, 28 april 1961) is een Italiaanse zangeres van Albanese afkomst. Ze is familie van Enver Hoxha.
In 1978 debuteert de zangeres op het Festival van Sanremo met het door Ivano Fossati geschreven nummer Un'emozione da poco.  Het lied bereikt de tweede plaats. Gedurende haar carrière keert Anna hierna nog twaalf keer terug naar het Festival. In 1989 en 1999 wint ze het festival met respectievelijk Ti lascerò (samen met Fausto Leali) en Senza Pietà. In 1994 verschijnt ze op het podium in Sanremo als mede-presentatrice, naast de legendarische Pippo Baudo. Haar laatste deelname, in 2006, met het experimentele Processo a me stessa, was niet erg succesvol.  Anna Oxa staat bekend om haar weerbarstige karakter en haar opzichtige uiterlijk. 

## Deelnames aanFestival van Sanremo
- 1978 - Un'emozione da poco
- 1982 - Io no
- 1984 - Non scendo
- 1985 - A lei
- 1986 - È tutto un attimo
- 1988 - Quando nasce un amore
- 1989 - Ti lascerò
- 1990 - Donna con te
- 1997 - Storie
- 1999 - Senza pietà
- 2001 - L'eterno movimento
- 2003 - Cambierò
- 2006 - Processo a me stessa

## Discografie
- Oxanna (1978)
- Anna Oxa (1979)
- Q-disc (1980)
- Per sognare, per cantare, per ballare (1983)
- La mia corsa (1984)
- Oxa (1985)
- È tutto un attimo (1986)
- Pensami per te (1988)
- Fantastica (1988)
- Tutti i brividi del mondo(1989)
- Oxa live con i New Trolls (1990)
- Di questa vita (1992)
- Cantautori (1993)
- Do di petto (1993)
- Oxa cantautori (1994)
- Anna non si lascia (1996)
- Storie, i miei grandi successi (1997)
- Senza pietà (1999)
- L'eterno movimento (2001)
- Collezione (2001)
- Ho un sogno (2003)
- La musica è niente se tu non hai vissuto (2006)
- Proxima (2010)